# Liste der Friedhöfe in Neunkirchen
Die Liste der Friedhöfe in Neunkirchen gibt eine Übersicht über Friedhöfe und ehemalige Begräbnisstätten in der saarländischen Stadt Neunkirchen. Zurzeit nutzt Neunkirchen zehn Begräbnisplätze, von denen jedoch der Jüdische Friedhof und der Stumm'sche Friedhof nur selten benutzt werden. Die Gesamtfläche der Friedhöfe beträgt etwa 50 ha bei einer Gesamtfläche der Stadt von 7500 ha.

## Liste
| Name, Bezeichnung           | Adresse                             | Koordinaten                 | Stadtteil                       | Fläche  | Öffnung/ Schließung | Konfession        | Trägerschaft        | Denkmal, Bemerkung                                        | Foto |
| --------------------------- | ----------------------------------- | --------------------------- | ------------------------------- | ------- | ------------------- | ----------------- | ------------------- | --------------------------------------------------------- | ---- |
| Zentralfriedhof Furpach     | Limbacher Straße                    | 49° 19′ 12″ N, 7° 13′ 12″ O | Furpach                         | 22,4 ha | 1961                | überkonfessionell | Stadt Neunkirchen   |                                                           |      |
| ehem. „An der Marienkirche“ | bei der Kirche                      | 49° 20′ 43″ N, 7° 10′ 43″ O | Innenstadt                      | ?       | ?/1831              | ehem. kath.       | nicht mehr existent |                                                           |      |
| ehem. „An der Pauluskirche“ | bei der Kirche                      | 49° 20′ 30″ N, 7° 10′ 48″ O | Innenstadt                      | ?       | ?/1831              | ehem. evang.      | nicht mehr existent |                                                           |      |
| ehem. „Schloßstraße“        | Schloßstraße                        | 49° 20′ 25″ N, 7° 10′ 40″ O | Innenstadt                      | ?       | 1832/1882           | ehem. kath.       | nicht mehr existent |                                                           |      |
| ehem. „Auf dem Büchel“      | Talstraße                           | 49° 20′ 20″ N, 7° 10′ 48″ O | Innenstadt                      | ?       | 1832/1901           | ehem. evang.      | nicht mehr existent |                                                           |      |
| Hauptfriedhof Scheib        | Unterer Friedhofsweg                | 49° 20′ 5″ N, 7° 10′ 55″ O  | Innenstadt                      | 13,2 ha | 1875/1962           | überkonfessionell | Stadt Neunkirchen   | aufgelassen, heute Stadtpark                              |      |
| Friedhof Wiebelskirchen     | Römerstraße                         | 49° 22′ 27″ N, 7° 10′ 27″ O | Wiebelskirchen                  | 5,7 ha  | 1831                | überkonfessionell | Stadt Neunkirchen   |                                                           |      |
| Friedhof Wellesweiler       | Im Ostergarten                      | 49° 21′ 5″ N, 7° 14′ 0″ O   | Wellesweiler                    | 4,0 ha  | 1885                | überkonfessionell | Stadt Neunkirchen   |                                                           |      |
| Friedhof Frankenfeldstraße  | Frankenfeldstraße                   | 49° 20′ 42″ N, 7° 8′ 48″ O  | Sinnerthal                      | 1,3 ha  | 1936                | überkonfessionell | Stadt Neunkirchen   |                                                           |      |
| Friedhof Hangard            | Jean-Mathieu-Straße                 | 49° 22′ 47″ N, 7° 13′ 6″ O  | Hangard                         | 1,3 ha  | 1888                | überkonfessionell | Stadt Neunkirchen   |                                                           |      |
| Friedhof Münchwies          | Friedhofstraße                      | 49° 23′ 39″ N, 7° 15′ 6″ O  | Münchwies                       | 1,1 ha  | 1824                | überkonfessionell | Stadt Neunkirchen   |                                                           |      |
| Friedhof Ludwigsthal        | Hauptstraße                         | 49° 19′ 45″ N, 7° 13′ 0″ O  | Ludwigsthal („An der Plantage“) | 0,8 ha  | 1876                | überkonfessionell | Stadt Neunkirchen   |                                                           |      |
| Friedhof Kohlhof            | Täufergarten                        | 49° 19′ 14″ N, 7° 14′ 29″ O | Kohlhof                         | 0,5 ha  | 1920                | überkonfessionell | Stadt Neunkirchen   |                                                           |      |
| Jüdischer Friedhof          | Spieser Höhe nahe der Hermannstraße | 49° 19′ 35″ N, 7° 10′ 17″ O | auf der „Spieser Höhe“          | 0,3 ha  | 1831                | jüdisch           | Jüdische Gemeinde   |                                                           |      |
| Stumm'scher Friedhof        | Sinnerthaler Weg                    | 49° 20′ 50″ N, 7° 9′ 45″ O  | Innenstadt                      | 0,1 ha  | 1845                | überkonfessionell | Stadt Neunkirchen   | Erbbegräbnisstätte der Familie Stumm mit 18 Einzelgräbern |      |